# 下德赖斯巴赫
下德赖斯巴赫是德国莱茵兰-普法尔茨州的一个市镇。总面积4.16平方公里，总人口908人，其中男性458人，女性450人（2011年12月31日），人口密度218人/平方公里。